# Mansão de Edemar Cid Ferreira
A Mansão de Edemar Cid Ferreira é uma residência de propriedade do empresário paraibano do ramo da educação José Janguiê Bezerra Diniz, localizada na Rua Gália - no bairro nobre do Jardim Everest, distrito do Morumbi, Zona Oeste da cidade de São Paulo, Brasil.
A construção do palácio se deu pelas ordens de seu antigo proprietário, o paulista Edemar Cid Ferreira (1943 — 2024), economista e banqueiro brasileiro, notório principalmente como dirigente do Banco Santos. O endereço que evocava uma era de excessos foi leiloado em 2020 por 20 milhões de reais, um quarto do que era avaliada.

## História
Entre os anos 2000 a 2004 foi erguida a mansão do ex-banqueiro Edemar Cid Ferreira, do Banco Santos. Custou mais de R$ 140 milhões e foi projetada pelo renomado arquiteto Ruy Ohtake contando com 7.888m² de área construída e foi avaliada na época de inauguração em R$ 77 milhões. Abriga três elevadores pneumáticos, piscinas coberta e descoberta, academia, duas bibliotecas, quadras de tênis e squash, adega para cinco mil garrafas, duas galerias de arte, trinta e quatro banheiros, janelões blindados, pé direito de nove metros de altura e um heliponto. Os banheiros de vidro eram equipados com tecnologia que muda de cor para sinalizar que alguém estava usando. Tinha automação completa gerenciada por sistema eletrônico: controle remoto da sonorização, sistemas de vídeo, sistemas de iluminação e de segurança. Além disso, todos os ambientes eram climatizados por sistemas centrais de ar-condicionado. A casa está localizada em uma das áreas mais altas do Jardim Everest, Morumbi, o que dava uma vista privilegiada para a pista do Jockey Club de São Paulo.
Dentre o acervo de obras da casa estão pinturas de Pablo Picasso, Andy Warhol, Henry Moore, Jean-Michel Basquiat, Anish Kapoor e Tarsila do Amaral. Apresentava painéis de couro prensado, decorado com relevos e pinturas com motivos vegetais e medindo mais de quatro metros, obras do arquiteto Oscar Niemeyer e do paisagista Burle Marx. Incluem-se duas esculturas uma de Brecheret e outra que era um artefato da Civilização Maia, da América Central Pré-Colombiana. Uma das peças móveis da casa esta uma mesa de jantar de 24 lugares em mogno, datada de cerca de 1850, com ferragens e articulações de época, estilo George II, importada da Inglaterra, que custava na ocasião, 100 000 reais. Parte da construção possui ainda azulejos personalizados, desenhados sob encomenda pelo pintor, escultor e artista brasileiro Athos Bulcão. O piso na cobertura/heliporto é feito com pastilhas de vidro italianas, com desenho de Roberto Burle Marx, em doze cores, inclusive à ouro dezoito quilates.
As obras de arte recebim cuidados museológicos como um o sistema de refrigeração que levava a conta de energia custar cento e quinze mil reais por mês. Para manter essa estrutura toda custava cerca de R$ 500 mil por mês.
Apresenta intensa arborização com cerca de 280 árvores, identificadas com placa contendo nome e localização, sendo considerada patrimônio ambiental pela Secretaria Municipal de Urbanismo e Licenciamento (SMUL) da cidade de São Paulo, o que trava uma possível demolição do imóvel.
As telas foram leiloadas e em 2020, quase 2.000 mil peças, parte do acervo de Cid Ferreira na casa, foi à leilão para ajudar a pagar as dívidas do banco. Obra mais cara foi o painel The Foundling N#6 – Série Kleist Novellas de 16 metros de comprimento e 4,6 metros de altura, do artista Frank Stella e que atualmente está no Museu de Arte Contemporânea da Universidade de São Paulo. A pintura acrílica sobre tela siliconada, datada de 2004, foi leiloada com lance inicial fixado em R$ 3 milhões. Antes, uma das primeiras obras-primas de Basquiat, “Hannibal” (1982), havia sido leiloada pela Sotheby’s em Nova York por US$ 14,71 milhões. A peça integrava parte da antiga coleção de ex-banqueiro que foi recuperada pela Interpol depois de ter sido ilegalmente enviada para os Estados Unidos, para lavagem de dinheiro. O quadro entrou no território americano em 2007, como se valesse US$ 100. Antes da apropriação do novo dono o único quadro pendurado era uma pintura do neto do ex-banqueiro.

## Desapropriação e leilões
O ex-banqueiro foi preso pela primeira vez em 26 de maio de 2006, pela Polícia Federal em São Paulo, em cumprimento de mandado de prisão preventiva decretado pelo juiz da 6ª Vara Criminal Federal de São Paulo, Fausto de Sanctis.
Após massiva derrota nos tribunais Edemar Cid Ferreira foi obrigado a desapropriar a residência em 2011. Segundo vizinhos que presenciaram a cena na ocasião a família foi expulsa da residência e seu dono saiu levando apenas um pijama, além de mais de cinquenta empregados que trabalhavam no endereço.
Nos anos 2000 ganhou o posto de residência mais cara da cidade da Mansão Safra, localizada na mesma rua. A Justiça de São Paulo determinou no dia 23 de fevereiro de 2015 que a mansão do ex-banqueiro fosse levada a leilão por valor mínimo de R$ 116,5 milhões. O despacho apontava as características da mansão. O posto foi perdido 2020 quando foi leiloada por aproximadamente 20 milhões de reais - cujo aspecto de abandono destoava dos demais imóveis da vizinhança.
O imóvel foi avaliado inicialmente por R$ 110 milhões. Houve quatro tentativas de leilões da casa até que no final de 2020 foi arrematada por 20 milhões de reais - um quarto do valor o qual fora avaliada - pelo empresário educacional José Janguiê Bezerra Diniz.
A mansão repercutiu desde sua inauguração, desapropriação e tentativa de leilão nos principais veículos da mídia do país e até na Forbes. Edemar Cid Ferreira morreu em 13 de janeiro de 2024, aos 80 anos, em casa, na capital paulista, de enfarte agudo do miocárdio.

## Tombamento
A mansão e as obras de arte foram tombadas pelo Conselho Municipal de Preservação do Patrimônio Histórico, Cultural e Ambiental da Cidade de São Paulo (CONPRESP)  devido ao valor cultural, artístico e histórico de expressiva parcela das obras e documentos que integram o acervo e coleções de propriedade, guarda ou posse do Instituto Cultural Banco Santos e/ou Cid Ferreira Collection Empreendimentos Artísticos Ltda. e/ou Edemar Cid Ferreira e possíveis familiares.

## Futuro
Na mídia foram especuladas diversas matérias sobre o futuro da propriedade: instalação de uma escola de alto-padrão de ensino básico ou um empreendimento imobiliário vertical de várias torres, o que é impossível pois o Jardim Everest, bairro-jardim em que se localiza, é caracterizado como zona ZER-1 (Zona Estritamente Residencial do tipo I), que são porções do território destinadas ao uso exclusivamente residencial de habitações unifamiliares, com densidade demográfica baixa. Esta zona se caracteriza pela ausência dos usos não residenciais e pela baixa densidade, sendo que alguns bairros contam com intensa arborização. As construções do bairro devem ter no máximo 10 metros de altura.